# Escobar (Paraguay)

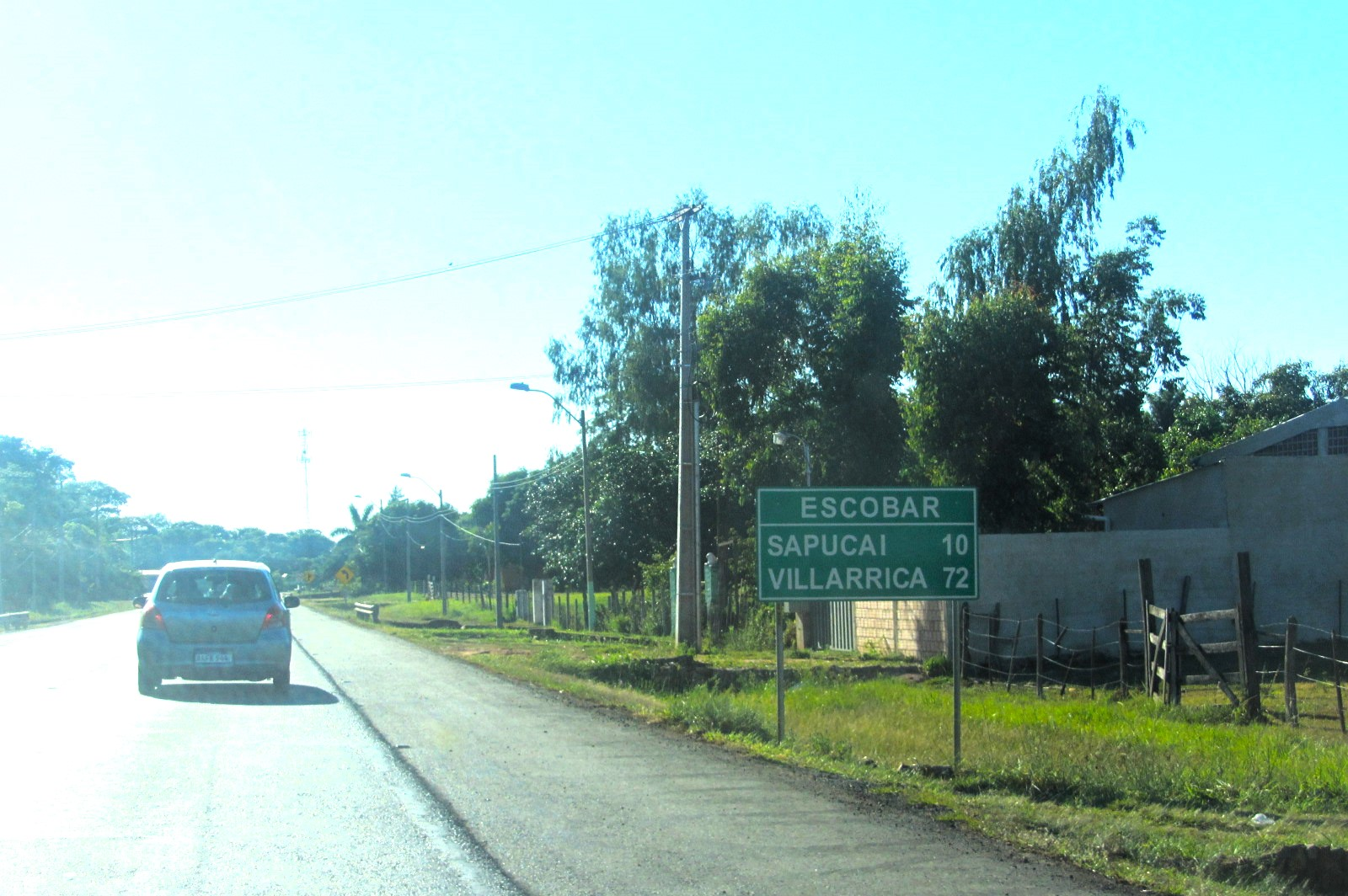
Acceso a Escobar desde la ruta Paraguarí - Villarrica.

Escobar es una localidad del departamento de Paraguarí en Paraguay, ubicada a unos 14 km de la ciudad homónima Paraguarí, por la ruta que une Villarrica a Paraguarí.

## Toponimia
Lleva este nombre en honor al presidente Gral. Patricio Escobar, uno de los héroes de la guerra de la Triple Alianza y presidente de Paraguay a fines del siglo XIX. Antes de su fundación por decreto, era llamada “Yukeri”.

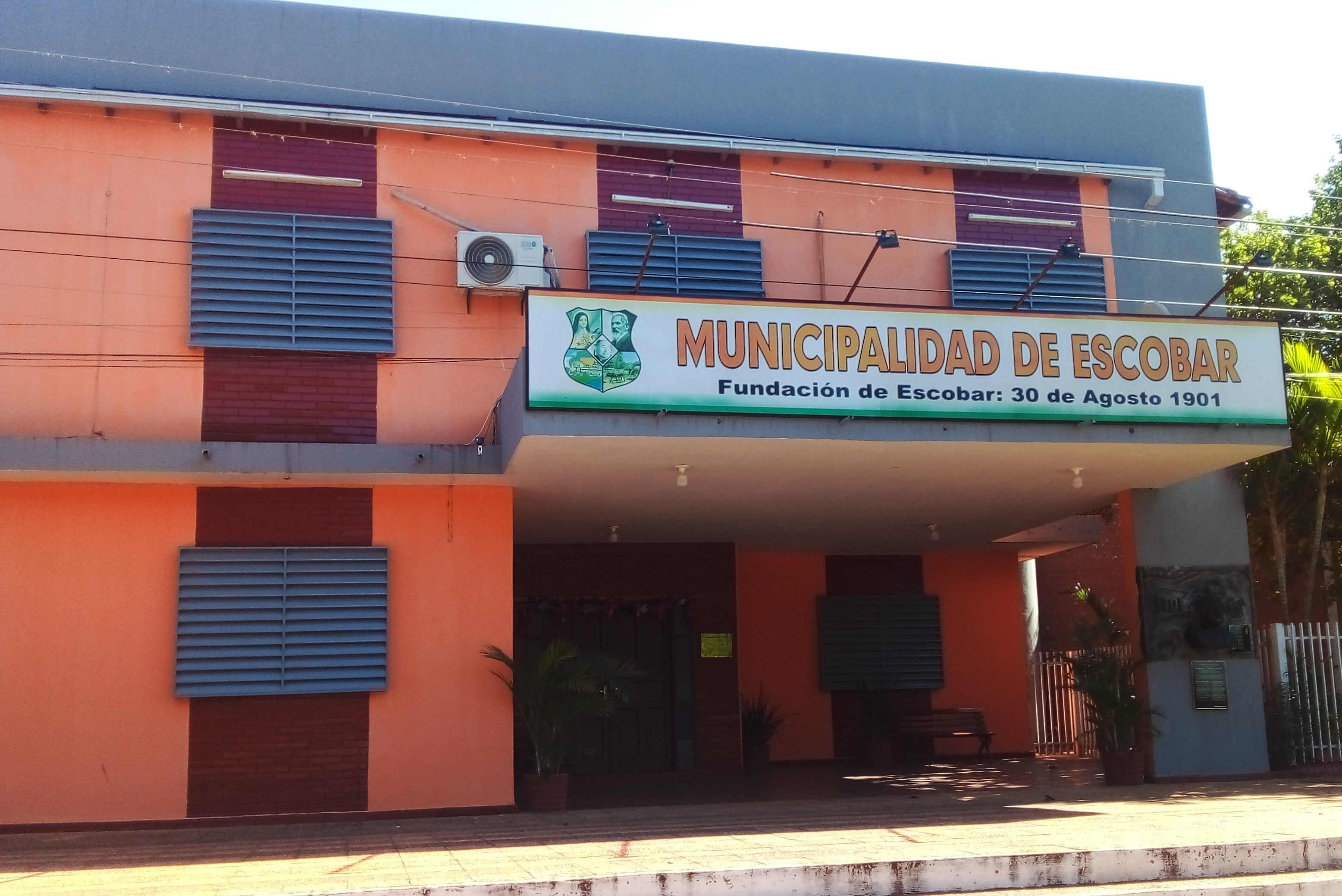
Municipalidad de Escobar (departamento de Paraguarí).

## Clima
La temperatura media es de 21 °C, la máxima en verano 39 °C y la mínima en invierno, 2 °C.

## Economía
Se dedica a la ganadería y principalmente dedicada a la agricultura: algodón, maíz, poroto, mandioca, caña de azúcar y batata.

## Infraestructura

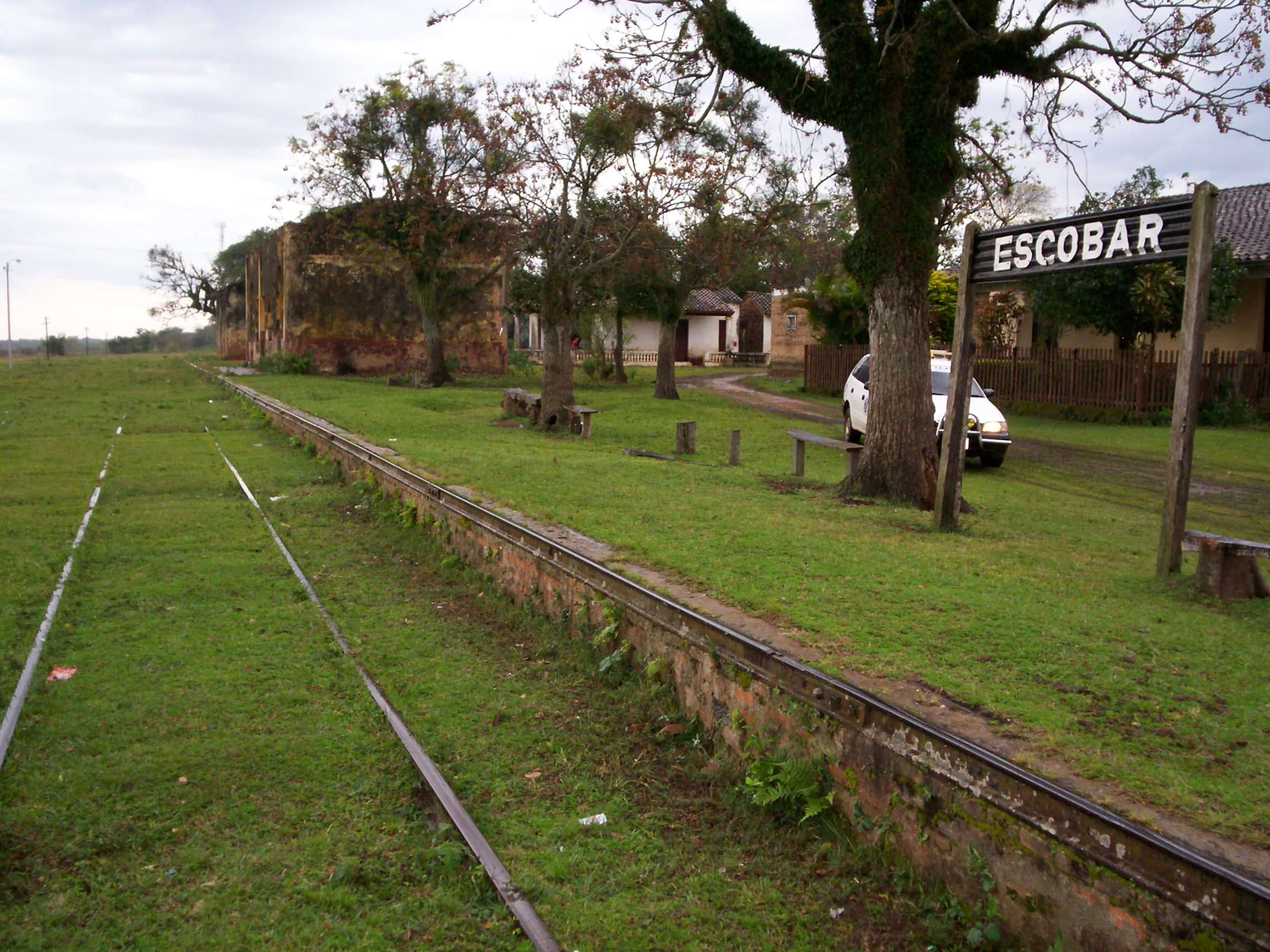
Exestación ferroviaria de Escobar, perteneciente al Ferrocarril Carlos Antonio López.

Escobar está ubicada a 78 km de Asunción y a 12 km de Paraguarí, en un ramal de la Ruta PY01, por este desvío también puede llegarse a Sapucaí y Caballero.
Posee un centro de salud, estación de policía, y de Correos. Varias localidades rurales son Arroyo Pora, Chircal, Guazu-Cuá, Mbocayaty, Ojopoi, General Aquino. Posee una centenaria estación de ferrocarril.
Tiene un sector de piletas, el balneario Itá Coty, que ofrece un fresco arroyo, que baja desde los cerros, rodeada de piedras y una abundante vegetación. Los turistas pueden acampar, hay cantinas y canchas de deportes para disfrutar de una agradable experiencia. La mitad del balneario Pinamar se encuentra en el distrito en la compañía Ojopoi que es un lugar muy concurrido en verano.

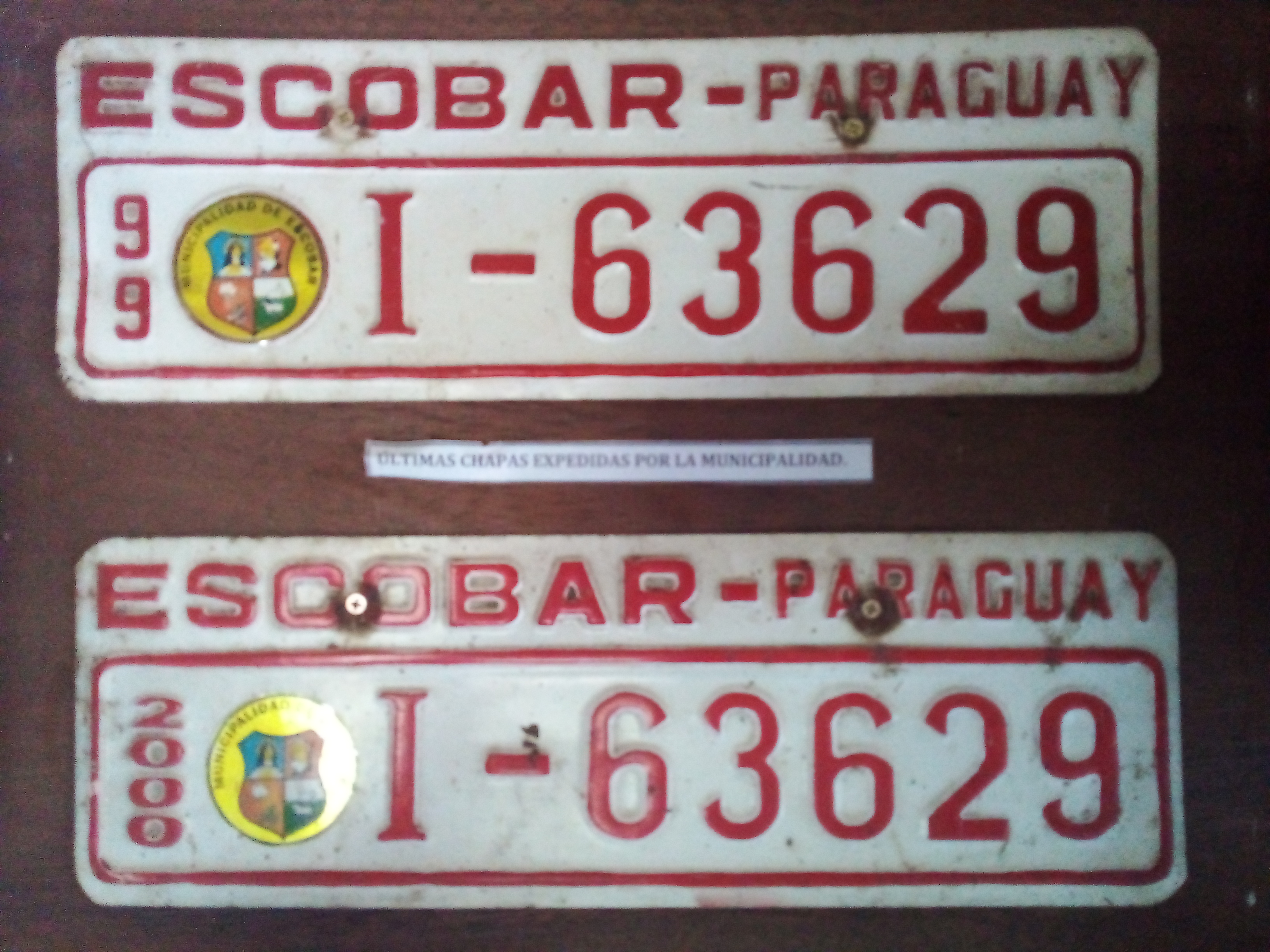
Antiguas placas de vehículos registrados en la ciudad (Museo de la estación Escobar).

La referencia de la Ciudad El Hostal Arasa y Super Arasa que se encuentra ubicado en el centro  sobre ruta.
El 1 de octubre, fiesta patronal de Santa Teresita del Niño Jesús, se realiza una procesión por las principales calles de la localidad, con caravana de jinetes y los santos patronos de las distintas capillas de las compañías de Escobar.